# Sân vận động Gazovik (Orenburg)
Gazovik Stadium là một sân vận động đa năng tại Orenburg, Nga. Sân được sử dụng chủ yếu cho các trận đấu bóng đá của FC Orenburg và có sức chứa 7,500 chỗ ngồi.